# 砥鹿神社

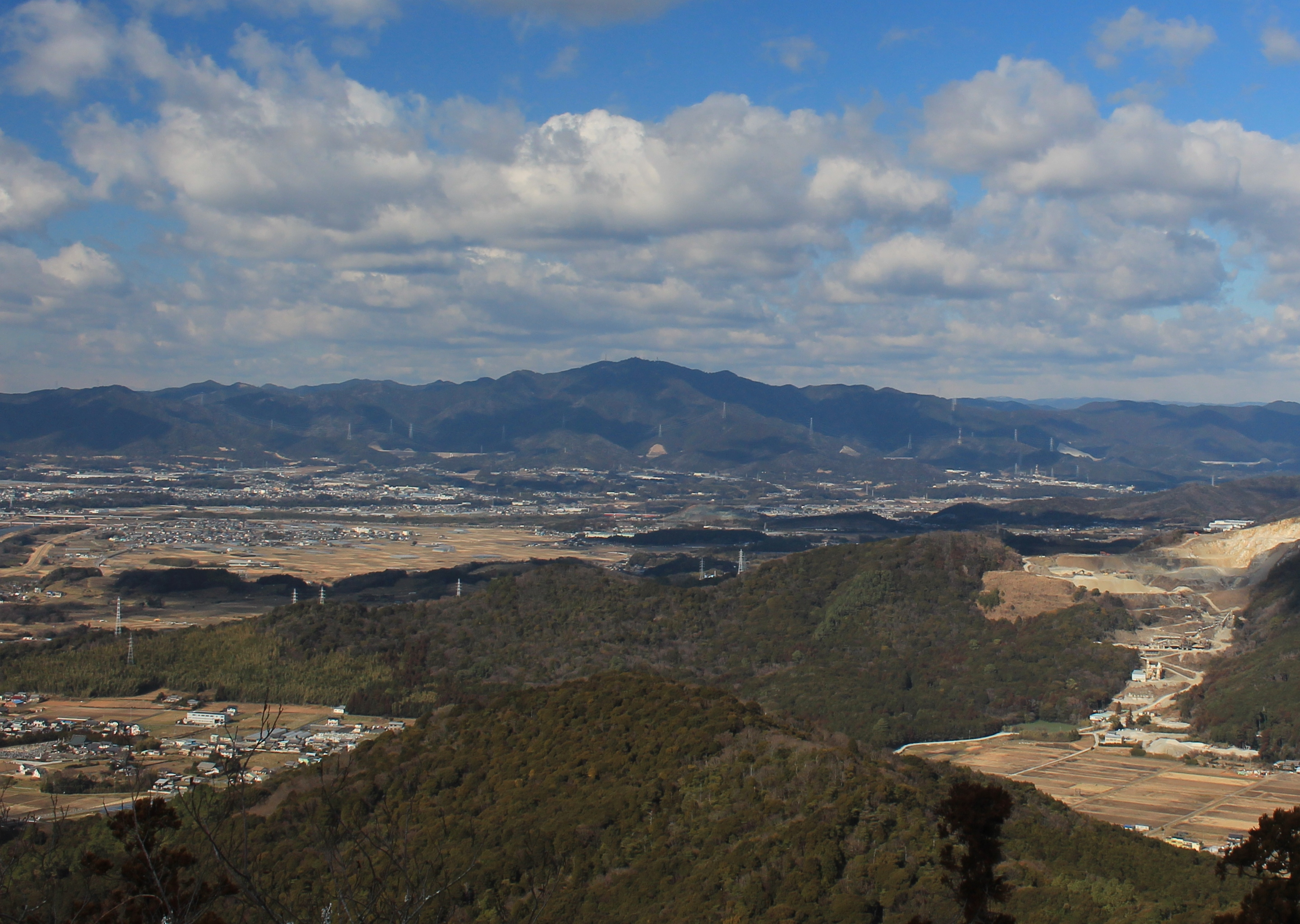
本宮山（神体山）

砥鹿神社（とがじんじゃ）は、愛知県豊川市にある神社。式内小社、三河国一宮。旧社格は国幣小社で、現在は神社本庁の別表神社。東海地方の総鎮守として崇敬される。
本宮山（豊川市・岡崎市・新城市の境、海抜789メートル）の山頂に奥宮（豊川市上長山町本宮下）、山麓に里宮（豊川市一宮町西垣内）が鎮座する。

## 祭神
祭神は次の1柱（里宮・奥宮同じ）。
- 大己貴命（おおなむちのみこと） - 大国主神を指す。

## 歴史

### 創建
社記（天正2年（1574年）の「三河国一宮砥鹿大菩薩御縁起」）では、大宝年間（701年-704年）に文武天皇の時に天皇の病を鎮めるための勅使として草鹿砥公宣（くさかどのきんのぶ）が派遣され、本茂山（本宮山）の神を迎えて里宮が創建されたとする。
現在も砥鹿神社奥宮が鎮座する本宮山は東三河地方では中心的な孤峰であり、山中には磐座、山麓には古墳群の分布が知られることから、古代から山自体を御神体として信仰する山岳信仰の対象であったと考えられている。また上記伝承に見える草鹿砥氏は砥鹿神社の旧社家で、同氏は穂別の後裔と伝えることから、かつて当地一帯を治めたとされる穂国造により奉斎されたと推測する説がある。

### 概史
| 年     | 砥鹿神             | 知立神             | 狭投神             |
| ------ | ------------------ | ------------------ | ------------------ |
| 850年  | 従五位下           | --                 | --                 |
| 851年  | 従五位上           | 従五位上           | 従五位下           |
| 864年  | 従五位上 →正五位下 | 従五位上 →正五位下 | 従五位下 →従五位上 |
| 870年  | 正五位下 →正五位上 | 正五位下 →正五位上 | 従五位上 →正五位下 |
| 876年  | 従四位下 →従四位上 | 従四位下 →従四位上 | 従五位上 →正五位下 |
| 877年  | --                 | --                 | 正五位上 →従四位下 |
| 一宮制 | 一宮               | 二宮               | 三宮               |

国史では、「砥鹿神」の神階が嘉祥3年（850年）に従五位下、仁寿元年（851年）に従五位上、貞観6年（864年）に正五位下、貞観12年（870年）に正五位上、貞観18年（876年）に従四位上に昇叙されたと見える。嘉祥3年条以外はいずれの記事でも知立神（愛知県知立市の知立神社：三河国二宮）と併記され、六国史終了時点の神階は三河国内では知立神とともに最高位になる。
延長5年（927年）成立の『延喜式』神名帳では参河国宝飫郡に「砥鹿神社」と記載され、式内社に列している。また、『三河国内神名帳』では「正一位 砥鹿大明神」と記載されている。
中世以降は、三河国一宮として尊崇された（一宮としての文献上初見は文永元年（1264年）の訴状）。
戦国時代の永禄年間には、付近に徳川家康の命を受けた本多信俊が一宮砦を構えて今川軍に包囲されたが、家康が寡勢で救援に駆けつけて多勢の今川軍を蹴散らし、砥鹿神社に宿陣したとも伝わる。また慶長7年（1602年）には、家康より朱印領として百石の寄進を受けた。
明治維新後、明治4年（1871年）には近代社格制度において国幣小社に列した。戦後は神社本庁の別表神社に列している。
昭和46年（1971年）4月27日、高松宮宣仁親王と喜久子妃が、東三河地方の文化・産業視察時に皇族として初めて参拝した。

### 神階
六国史時代における神階奉叙の記録
- 嘉祥3年（850年）7月1日：従五位下 （『日本文徳天皇実録』） - 表記は「砥鹿神」。
- 仁寿元年（851年）10月7日：従五位上 （『日本文徳天皇実録』） - 表記は「砥鹿神」。
- 貞観6年（864年）2月19日：従五位上から正五位下 （『日本三代実録』） - 表記は「砥鹿神」。
- 貞観12年（870年）8月28日：正五位下から正五位上 （『日本三代実録』） - 表記は「砥鹿神」。
- 貞観18年（876年）6月8日：従四位下から従四位上 （『日本三代実録』） - 表記は「砥鹿神」。

六国史以後
- 正一位 （『三河国内神名帳』）：表記は「砥鹿大明神」[5]。

## 境内

### 里宮

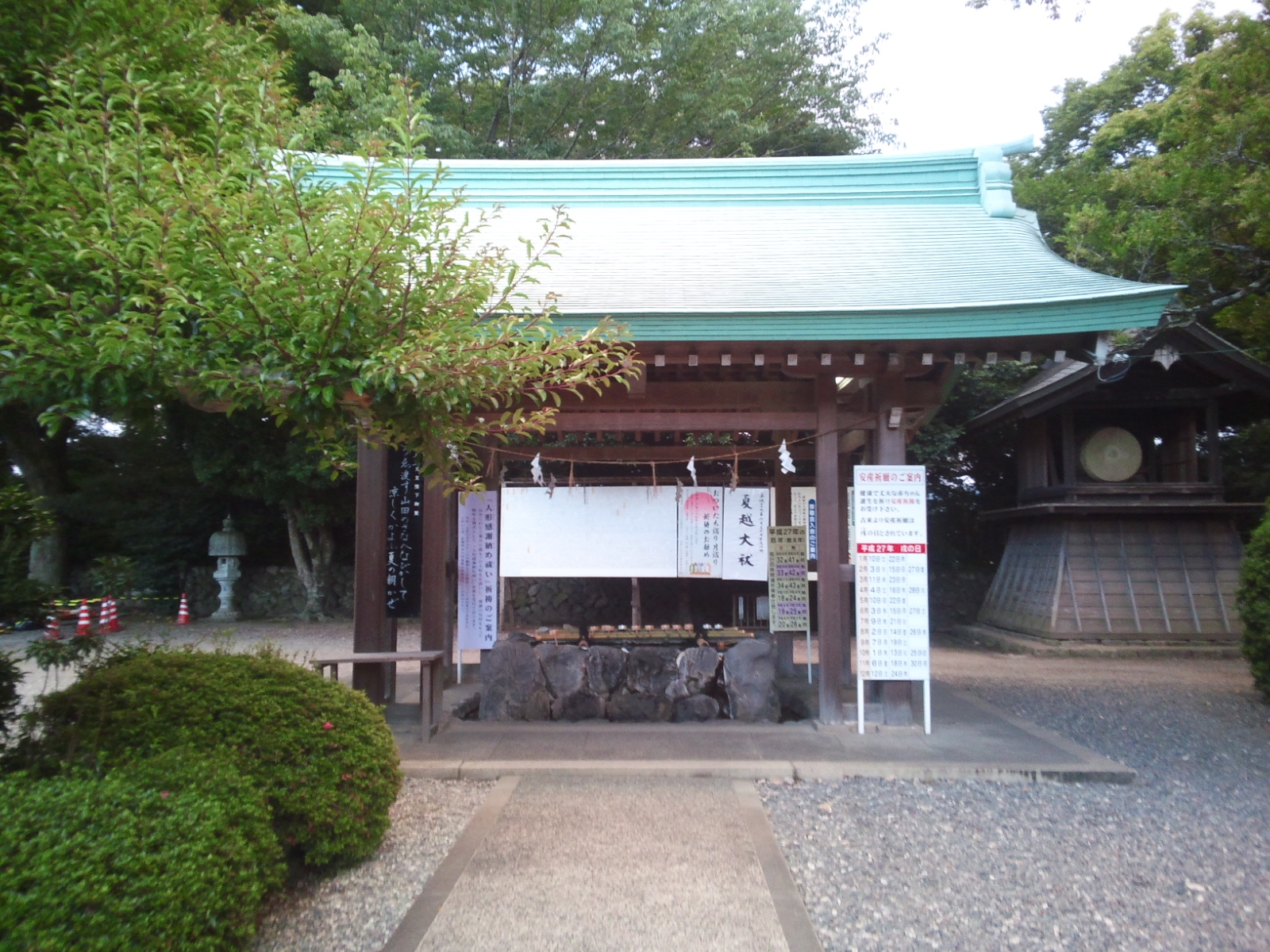
手水舎
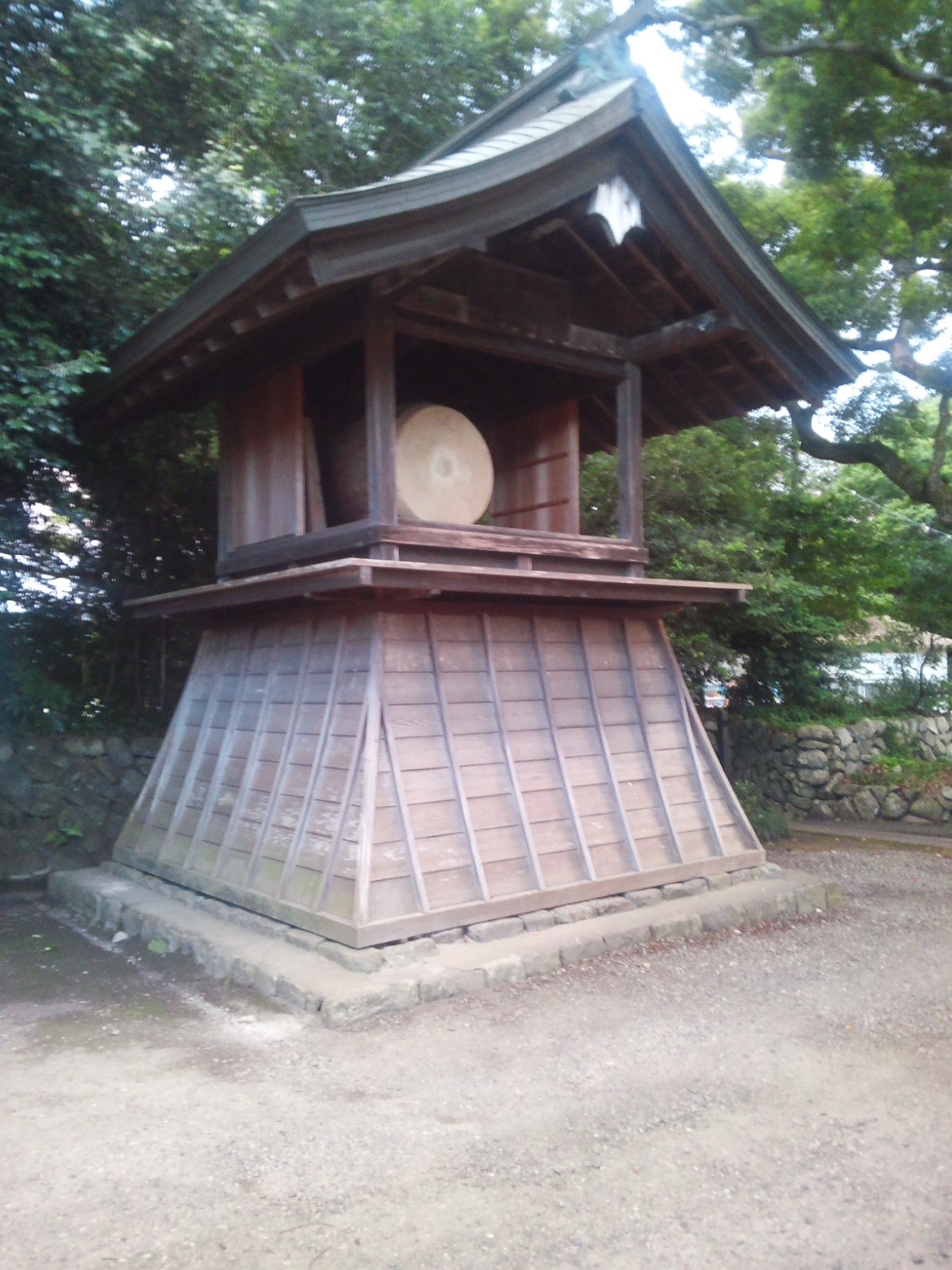
鼓楼
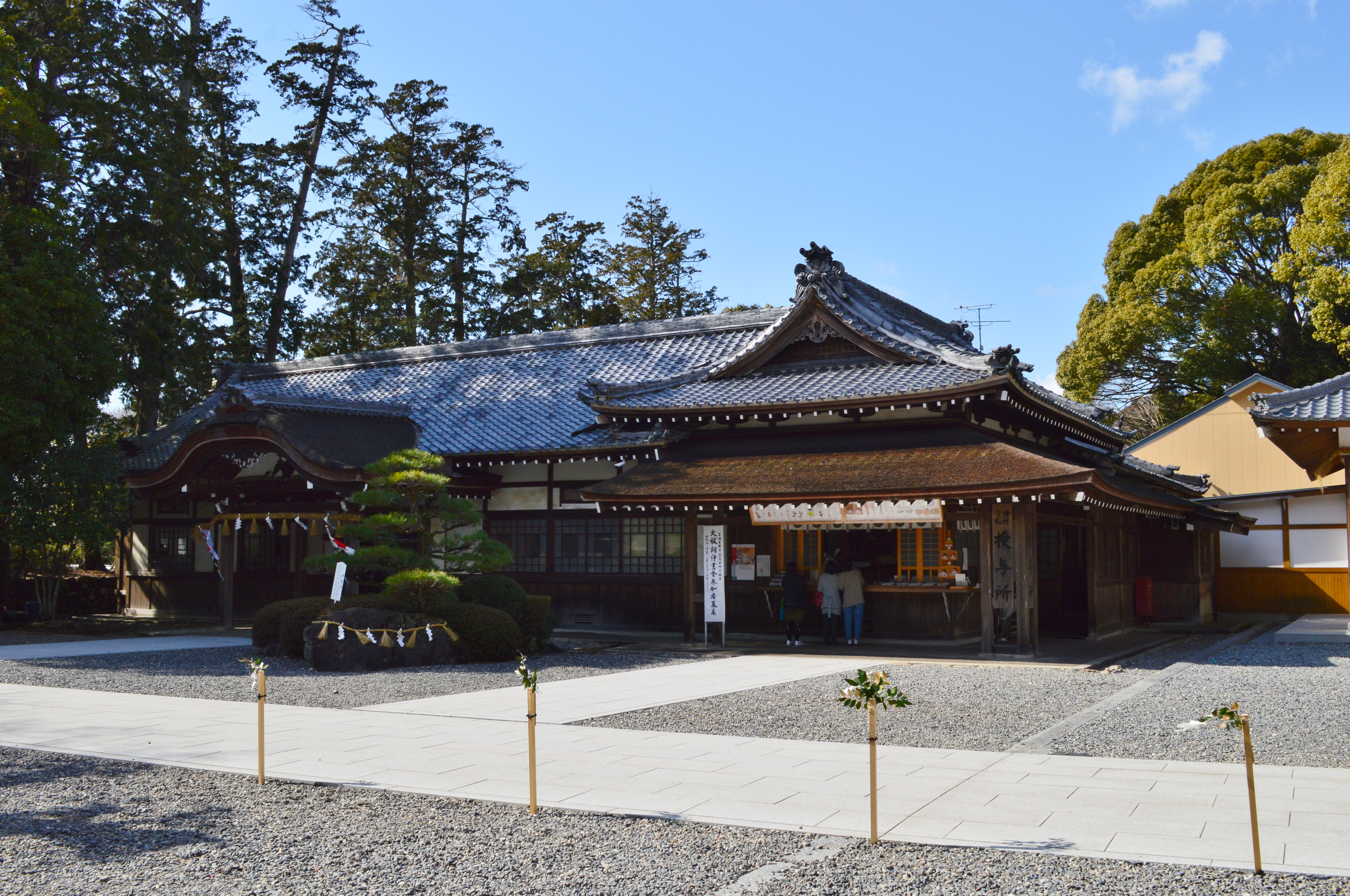
社務所
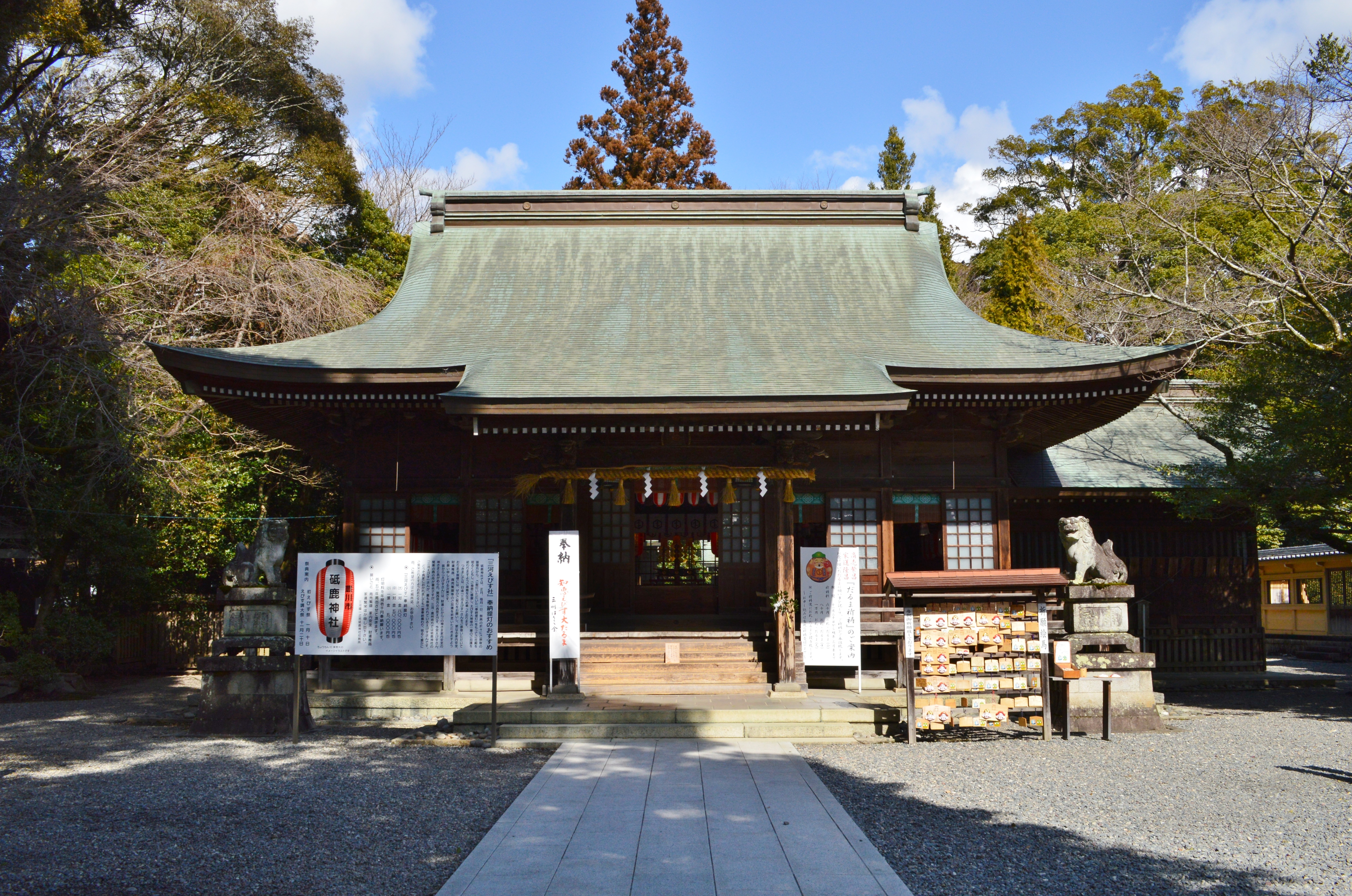
摂社 三河えびす社 祭神は事代主命・建御名方命。
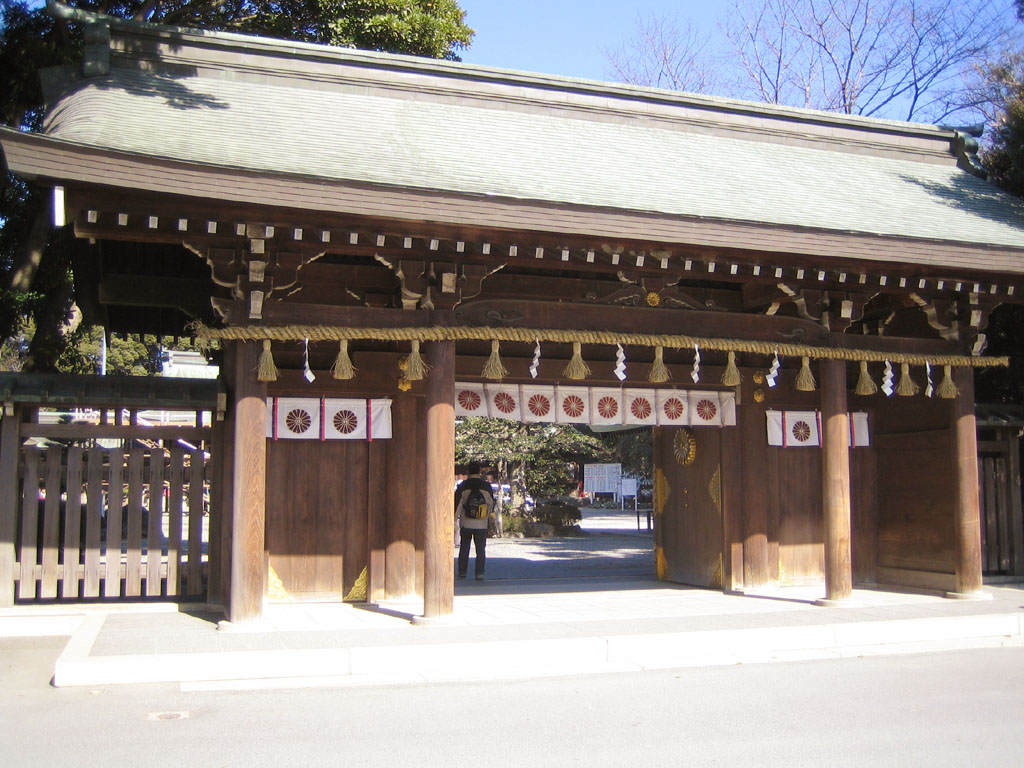
表神門
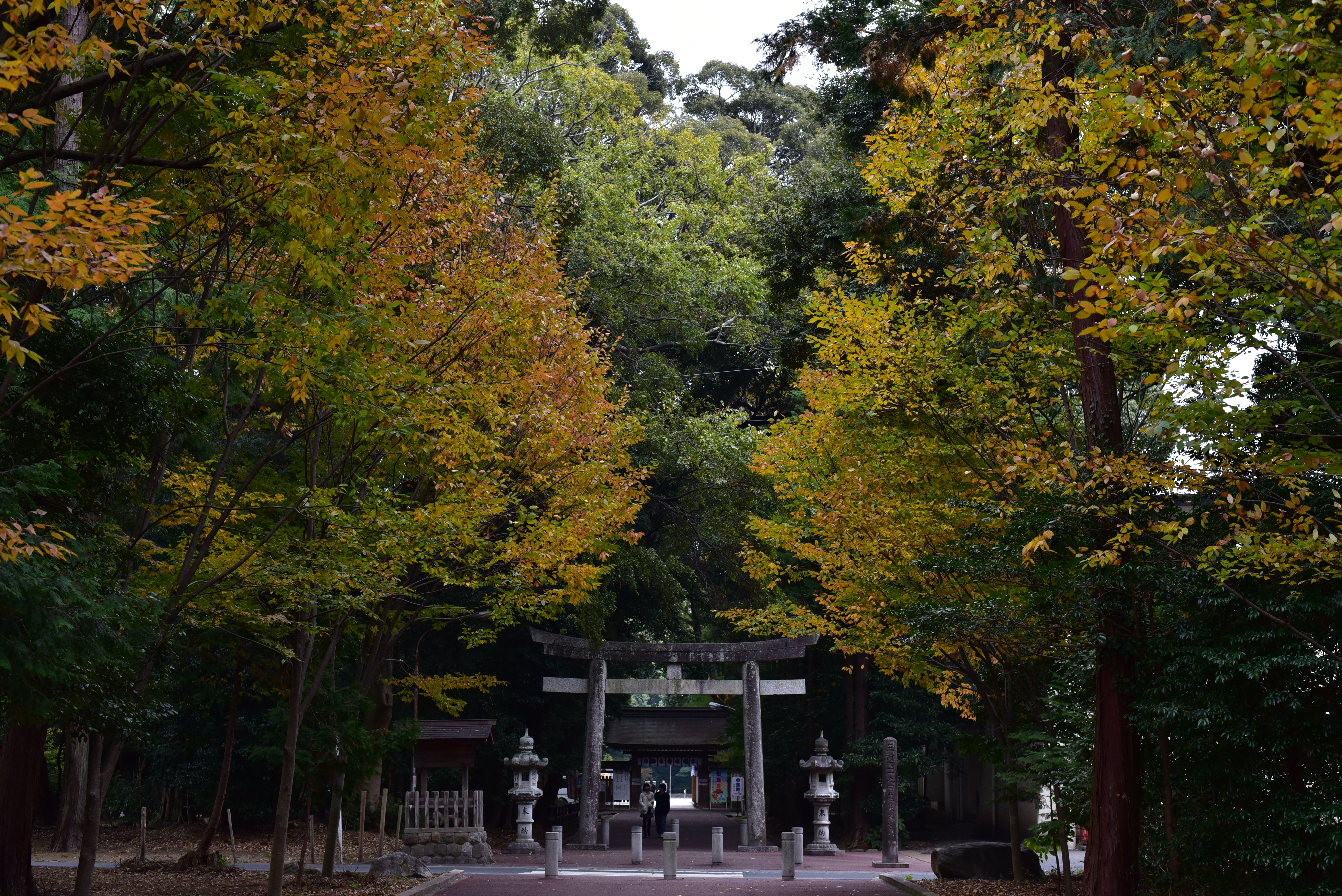
参道
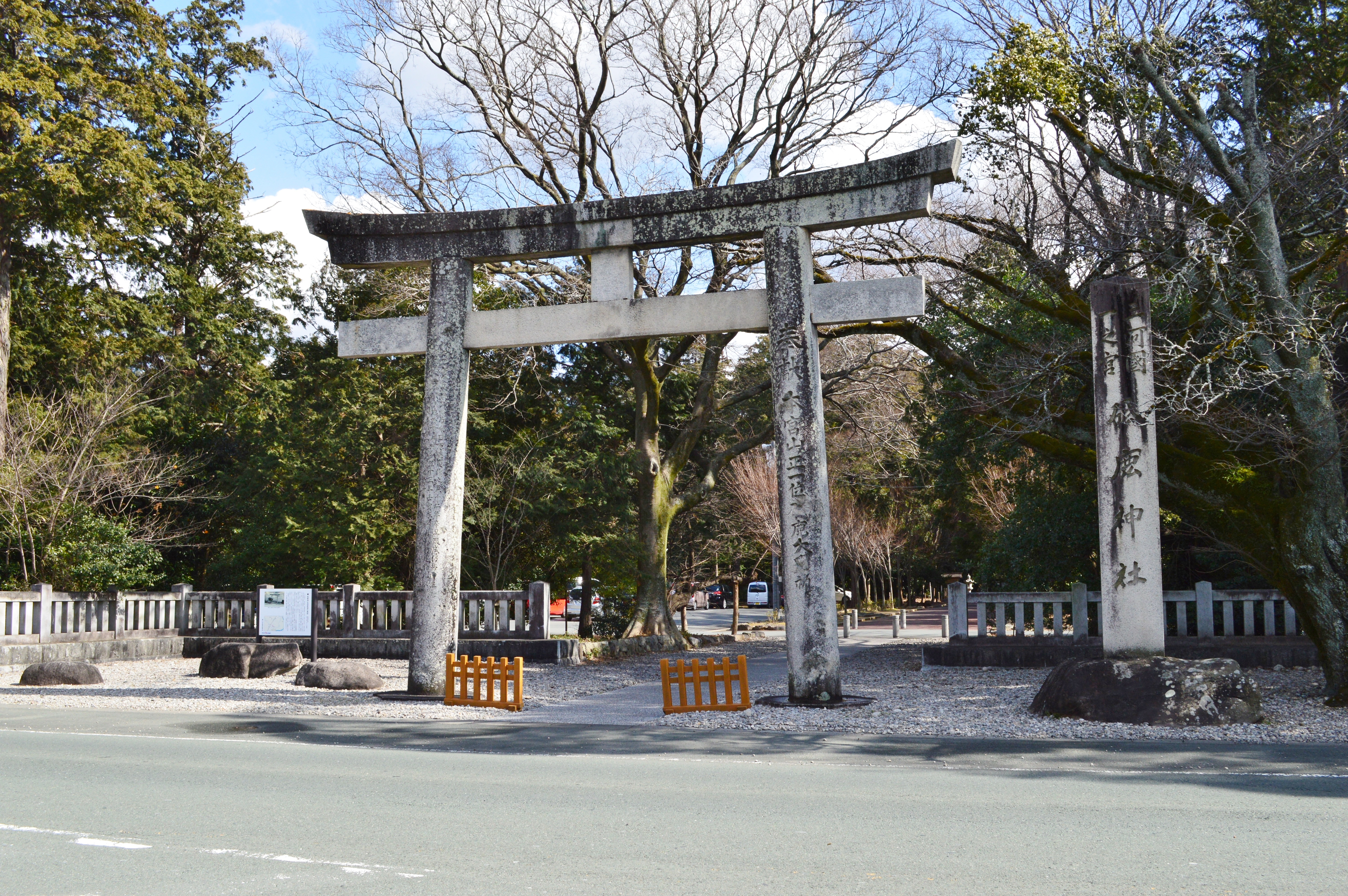
西参道石鳥居（豊川市指定文化財）
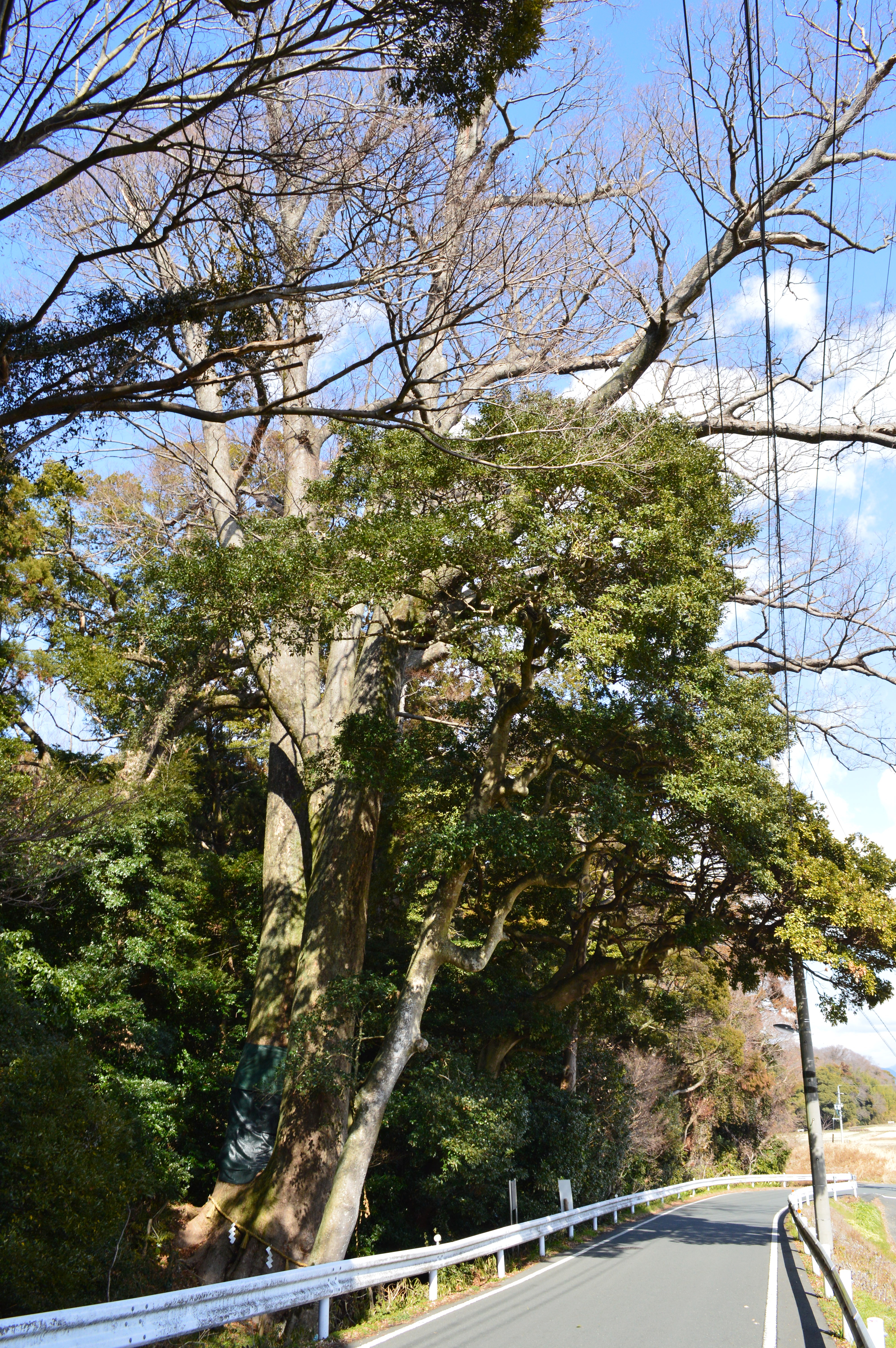
ケヤキ（愛知県指定天然記念物）

### 奥宮

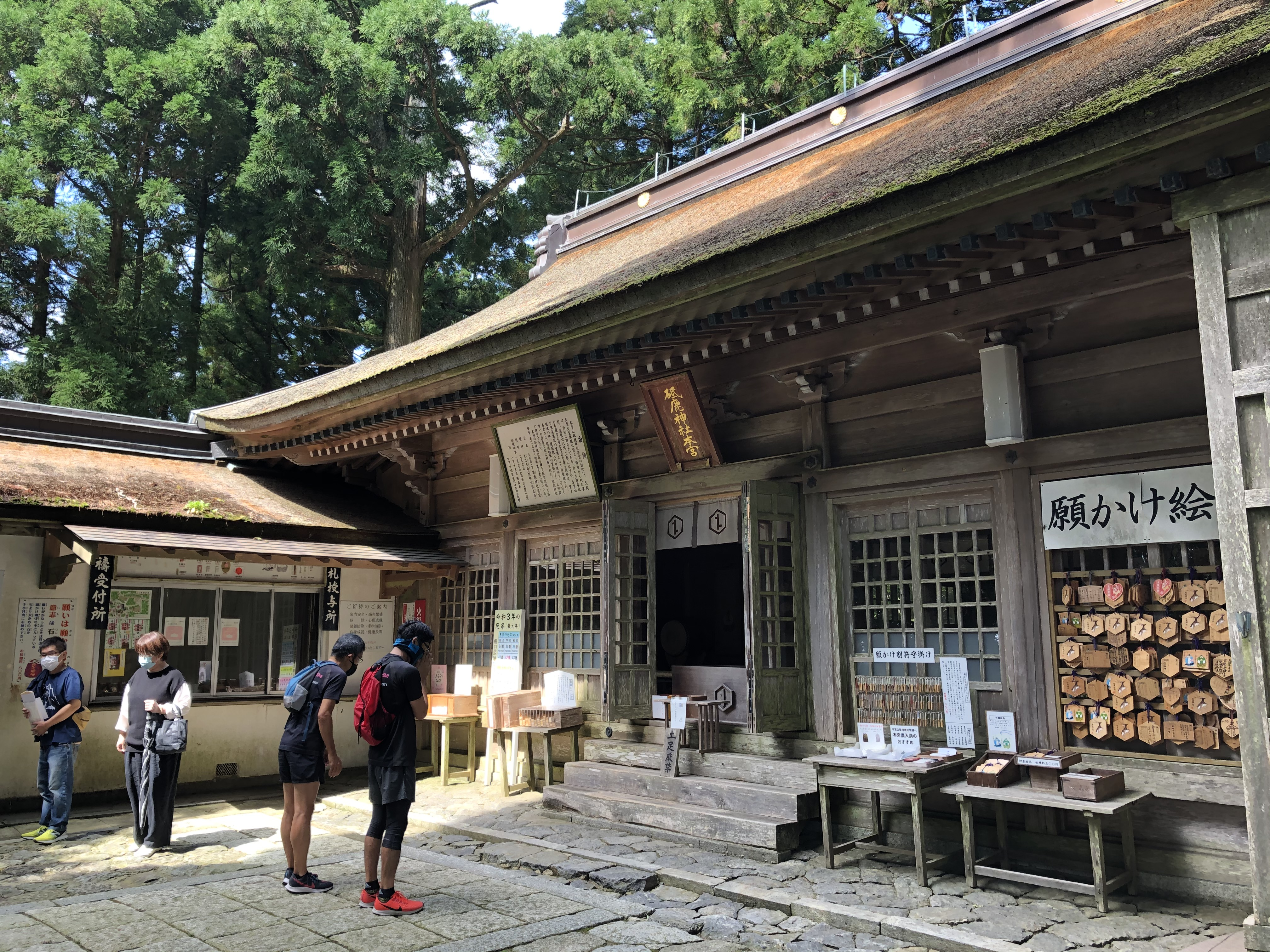
奥宮（本宮山頂上）

## 主な祭事
- 1月3日：田遊祭
- 1月6日：宝印祭
- 1月8日：弓始祭
- 1月15日 (旧暦)：粥占祭
- 2月7日：火舞祭
- 5月4日：例祭日
- 7月27日：麦秋祭

## 文化財

### 愛知県指定文化財
有形文化財
- 田峯の銅鐸（考古資料）[9] - 弥生時代。昭和50年（1975年）6月16日指定。

天然記念物
- 砥鹿神社のケヤキ[10] - 昭和47年（1972年）6月7日指定。
- 砥鹿神社奥宮の社叢[11] - 昭和47年（1972年）6月7日指定。

### 豊川市指定文化財
有形文化財
- 砥鹿神社西参道石鳥居（建造物） - 江戸時代、天保13年（1842年）の造営。平成25年（2013年）1月21日指定。
- 砥鹿神社の和鞍（工芸品） - 室町時代。昭和63年（1988年）3月28日指定。

無形民俗文化財
- 田遊祭 - 平成10年（1998年）12月21日指定。
- 粥占祭 - 平成10年（1998年）12月21日指定。
- 火舞祭 - 平成10年（1998年）12月21日指定。

## 現地情報

### 所在地
里宮
愛知県豊川市一宮町西垣内2
奥宮
愛知県豊川市上長山町本宮下4

### 交通アクセス
里宮まで
- 鉄道：JR飯田線 三河一宮駅 より徒歩で約5分。
- バス：豊鉄バス「砥鹿神社前」バス停下車、徒歩で約2分。

奥宮まで
- 車：東名高速道路・豊川ICから国道151号を新城方面へ向かい、国道301号に入り作手方面へ向かうと「本宮山スカイライン」に接続する。
- 徒歩：本宮山山麓より登山道を利用。

## 関連図書
- 『古事類苑』 神宮司庁編、砥鹿神社項。
  - 『古事類苑 第9冊』（国立国会図書館デジタルコレクション）202-203コマ参照。
- 安津素彦・梅田義彦編集兼監修者『神道辞典』神社新報社、1968年、42頁
- 白井永二・土岐昌訓編集『神社辞典』東京堂出版、1979年、247-248頁
- 『愛知県の歴史散歩（下）』〈新全国歴史散歩シリーズ23〉、山川出版、1995年、175頁。